# Шахматы-5039
Шахматы-5039 (иногда «Вольные шахматы») — разновидность классических шахмат и шахмат-960, предложенная белорусским переводчиком, писателем и автором шахматных статей Вольфом Рубинчиком для спасения от ничейной смерти. Правила игры в основном такие же, как в классических шахматах, но начальная расстановка фигур определяется самими игроками по следующим правилам:
1. Белые и чёрные фигуры располагаются соответственно на первом и восьмом рядах
2. Белые и чёрные пешки располагаются соответственно на втором и седьмом рядах;
3. Расстановку фигур выбирают белые, а черные размещают свое войско симметрично
4. Белым запрещено выбирать расстановку, характерную для обычных шахмат
5. Белые имеют право поставить своих слонов на клетки одного цвета (в таком случае черные, естественно, делают то же самое)
6. Рокировка отменяется, все остальные привычные правила шахмат сохраняются.

## Смысл создания
Всего с учётом этих правил возможно 5039 начальных позиций, что и отражено в названии игры.
Смысл модификации — сохраняя принципы и закономерности шахмат, затруднить использование сторонних программ (шахматных движков) путем незначительного изменения правил шахмат.
Несколько турниров по Шахматам-5039 уже прошли в Минске, Беларусь. В 2013 году прошел первый (и международный) матч по переписке: Вольф Рубинчик — читатели газет «Байкальские вести» и «Наша Сибскана» («Минск — Сибирь (Иркутск)»). Сам создатель отзывается о своих шахматах так: 

Мне представляется, что «шахматы-5039», или вольные шахматы, еще более перспективны, чем фишеровские.

### Проблемы современных шахмат
Необходимость введения изменений в классические шахматы очевидна: в 2023 году, Магнус Карлсен, похоже, полностью отказался от участия в шахматах с классическим контролем времени. В 99,4 % турнирных партий белые начинают с одного из шести ходов, так называемого «Правильного начала» (1. e4; 1. d4; 1. Кf3; 1. c4; 1. g3; 1. b3), из-за небольшого количества конкурентоспособных дебютов настоящая борьба в партиях мастеров начинается только со второго, а то и с третьего десятка ходов, что, конечно, не добавляет зрелищности. Во многих вариантах анализ проведён буквально до эндшпиля. В настоящее время большинство дебютов и последующих планов проанализировано на компьютере настолько глубоко, что в начальной части партии не осталось места для экспериментов и творчества; шахматист может выбирать лишь из известных вариантов, в противном случае рискуя сильно ухудшить свою позицию.

## Правила

### Поле, фигуры, ходы
В шахматы Рубинчика играют на обычной 64-клеточной шахматной доске стандартным набором фигур, ходящих по обычным правилам классических шахмат, за исключением правил рокировки (будет рассказано дальше).

### Начальная позиция
Начальная позиция определяется отдельно для каждой партии. Выбрать позицию должны белые, а черные расположить свои фигуры «зеркально», соблюдая правила, описанные ниже.

### Правила расположения фигур
1. Белые и чёрные фигуры располагаются соответственно на первом и восьмом рядах
2. Белые и чёрные пешки располагаются соответственно на втором и седьмом рядах;
3. Расстановку фигур выбирают белые, а черные размещают свое войско симметрично
4. Белым запрещено выбирать расстановку, характерную для обычных шахмат
5. Белые имеют право поставить своих слонов на клетки одного цвета (в таком случае черные, естественно, делают то же самое)
6. Рокировка отменяется, все остальные привычные правила шахмат сохраняются.

### Нотация
Обозначения полей доски и порядок записи партий аналогичны классическим шахматам (алгебраическая нотация), но перед записью ходов необходимо записать на бланке начальную расстановку.

## Преимущества и недостатки вариации

### Преимущества
1. Осложнение использования шахматных программ
2. Борьба с «Дебютной подготовкой» и «Ничейной смертью»
3. Не представляет собой совершенно новую игру, отличную от шахмат. Это не усложняет переход на такой вариант профессиональных шахматистов и делает теоретически возможным массовый переход в «Вольные шахматы»
4. В таких шахматах комплект фигур и доска совпадает с классическими шахматами, что делает возможным игру в них с классическим комплектом

### Недостатки
1. Значительное преимущество белых. Даже не учитывая «Преимущества первого хода» у белых есть возможность заранее выбрать расстановку и дома изучить первые потенциальные ходы в выбранном размещении. Это дает огромное преимущество, которое может превратиться в то, что почти все партии будут выигрывать белые (предположим, что и за белых, и за черных играют гроссмейстеры. Если белые будут использовать описанную выше тактику — их точность в дебюте будет составлять почти такую же, как и в классических шахматах (выше 99 %), а точность черных — примерно такую же, как и в Шахматах Фишера (намного ниже, что описано в цитате Магнуса Карлсена ниже))
2. «Вытекая» из первого пункта возникает второй — онлайн игра не может быть реализована в том формате, в каком она находится сейчас. Белые могут отточить одну расстановку, и выигрывать с ней, ведь вероятность, что соперник готов к ней примерно 1/5039. В таком случае «Винрейт» (процент побед) белых станет близок к 100 %.
3. Игра непопулярна. По сути, с 2014 по 2023 год не было проведено ни одного шахматного турнира по такой вариации игры

 Я бы очень хотел видеть больше турниров по шахматам Фишера; это было бы очень интересно, поскольку, по моим ощущениям, именно они хорошо сочетаются с «классикой». Ведь для того, чтобы провести партию в шахматы Фишера на мало-мальски высоком уровне, нужно много времени. В этом можно убедиться, посмотрев, как играют в них сейчас, когда задействован рапид-формат. Игроки допускают фундаментальные ошибки в дебюте, качество партий невысокое (Ноябрь 2020, пер. с англ.).— Магнус Карлсен, 16-й чемпион мира по шахматам

### Различия
1. Частично перестает действовать «Преимущество двух слонов»
2. В некоторых случаях невозможно поставить мат, с тем же набором фигур, что и в классических шахматах (Например, ситуация:

- Белые: Король, 2 «одноцветных» слона
- Черные: Король

Итог: ничья, недостаточно фигур для мата, (теоретически, такой случай может произойти и в классических шахматах, однако здесь он происходит значительно чаще)

## Соревнования по Вольным шахматам
- 2012 г. Чемпионат Минска по шахматам-5039. Победил Вольф Рубинчик
- 2013 г. Чемпионат Минска по шахматам-5039. Победил Вольф Рубинчик